# Humahuaca
humo do caca mano' és la capçalera del departament homònim, a la província argentina de Jujuy.
Està ubicada a la dreta de la Ruta Nacional número 9, a 2.939 metres sobre el nivell del mar, organitzada en una municipalitat i diferents centres veïnals. Fins al final del segle xix fou un dels més importants centres comercials colonials de l'antic camí a l'Alt Perú. Hi destaquen els seus carrers estrets i empedrats, dignes de recórrer-se a peu i les seues cases baixes d'atovó que conserven la seua fisonomia històrica.
Els carrers empedrats, els fanals i els murs de les cases d'atovó rogenc recorden una ciutat de l'època colonial. Una de les seues importants atraccions és el Carnestoltes, que dura huit dies. La principal via d'accés a la ciutat és la Ruta Nacional 9, que comunica amb La Quiaca al nord, i amb la capital provincial San Salvador de Jujuy al sud. En este departament està situada el Congost de Humahuaca, declarat el 2003 Patrimoni Cultural i Natural de la Humanitat per la UNESCO.

## Toponímia
El seu nom deriva del nom d'una tribu d'aborígens que habitaven la regió (els omaguaques), encara que també hi ha una llegenda aborigen que fa referència a un cap que plora Humahuacac! Humahuacac!. El Dr. Horacio Carrillo manifesta que el nom fa referència a lloc d'enterraments de caps, o sepulcre dels principals caps més destacats.

## Història
La fundació de Humahuaca se va produir el 1594, conjuntament entre Juan Ochoa Zárate, el cacic Limpita i diversos missioners. Hi ha aspectes del seu centre històric que remeten al seu passat colonial: l'Església, l'edifici de l'Antic Ajuntament o el monument a la Independència.
Segle XVII i xviii
La importància del poble de Humahuaca va ser creixent al llarg de tot el segle xvii, pel seu caire estratègic, per obra dels seus ordinaris i corregidors i per les seves personalitats eclesiàstiques.
Els bisbes del Tucumán feien les seves desocupades obligades a Omaguaca, camí de la seva Diòcesi, visitaven canònicament la parròquia i deixaven sàvies disposicions de les seves actes. A principis del segle xviii, Humahuaca gaudia d'esplendor i activitat, tenia un total de 199 indis feudataris que comprenia un total de 1.400 persones, que amb espanyols, indis lliures, negres, mestissos zambos s'arribaria potser a les 1.600 persones amb tota seguretat.
Humahuaca era considerada en tot el Tucumán, el més gran poble i el de major vida econòmica. Era un centre obligat de descans i re-abastiment dels Governadors de la Puna.
Segle XIX
Humahuaca va ser escollida per a ser l'altar simbòlic de la Pàtria en el Nord Argentí i col·locar en ella el Monument a la Independència, ja que va ser teatre, bastió, fita estratègica, camp de les fetes més braves i imperibles de la Guerra Gaucha. En el sòl de Humahuaca, segons l'Arxiu Capitular de Jujuy i altres documents, es van lliurar 14 combats entre patriotes i realistes en el període comprès entre 1814 i 1821. Humahuaca omplí llavors una pàgina interessant en la història de l'Argentina. Heroi llegendari i autor de la famosa batalla de Humahuaca va ser el Coronel Manuel Eduardo Arias, que fou un guerrer heroic i decisiu en les lluites per l'emancipació.

## Combats a Humahuaca
El desembre de 1816, el General José Alvaro de la Serna amb un poderós exèrcit va penetrar en el nord del territori de les Províncies Unides del Rio de la Plata. Per tercera vegada, els espanyols intentarien aixafar el moviment independentista que s'havia proclamat el 25 de maig de 1810. Va ordenar llavors a la seva avantguarda, acantonada a Yavi, que es possessionés de la ciutat de Jujuy.
En compliment d'aquest propòsit va partir el General Olañeta i a l'arribar a Humahuaca, el 24 de desembre va encomanar al coronel Antonio Seoane que prengués la plaça mentre ell prosseguia la marxa. Seoane va caure sobre el poble amb tant sigil, que els 25 gaüxos que el custodiaven van ser sorpresos. No obstant això, van combatre amb tenacitat fins que van ser vençuts i fets presoners.
Solament va poder escapar el comandant general d'avantguarda José María Pérez de Urdininea, que va dur l'alarma a la caserna. El 27 d'aquest mes, Seoane va enviar tres destacaments a la vall de San Andrés. Va deixar guarnida la plaça de Humahuaca i va marxar a reunir-se amb Olañeta. Humahuaca no trigaria a tornar al domini patriota.
El 19 de setembre de 1816 es va fer càrrec de l'exèrcit espanyol el general José de la Serna. A l'octubre va arribar fins a Yavi i allí va impartir les seves directives al General Olañeta. Aquest, com cap de l'avantguarda, va avançar cap al sud per a conèixer la situació dels patriotes, especialment al Congost de Humahuaca. El 4 de gener de 1817, Olañeta va avançar pel Congost de Humahuaca.
I va arribar a Jujuy el dia 6. El coronel Guillermo Marquiegui, secundat pel capità Bernardo de la Torre, va avançar per San Andrés, Orán, combatent amb Manuel Eduardo Arias i els seus efectius, fins al 12 de gener. Els realistes es van dispersar i van arribar a Calilegua, on els gaüxos de Jujuy els van tancar el pas i necessitaven per tant, l'auxili de les forces d'Olañeta. El 14 de gener va arribar el general La Serna a Humahuaca i la va trobar abandonada. Va considerar la importància d'aquest poble "… Tant per a servir de dipòsit d'efectes de parc, provisions i hospital, com per a assegurar les comunicacions amb el Perú…. En conseqüència, va disposar el General en Cap, quedar-se a Humahuaca amb una petita guarnició, manant fortificar l'Església i tancar els caps de carrer per a evitar un cop de mà i poder resistir qualsevol temptativa…".
Preocupat per aquestes informacions, des de San Andrés el Comandant Àrias li escrivia a Guemes "Un indi que en la primera entrada a San Andrés de l'enemic se'n va anar amb ells…. s'ha escapolit i ha vingut, em diu el següent… Han voltejat la Capella de Santa Bàrbara…" 
En conèixer la marxa dels treballs, Arias va demanar autorització a Guemes para atacar el poble fortificat. El 27 de febrer, amb 150 homes secundat per l'alferes Ontiveros, va marxar des de San Andrés cap a l'Abra de Zenta, sota una pluja tropical, el que afavoria l'aproximació i la posterior sorpresa. Va dividir la tropa en tres columnes de 50 homes cadascuna.
Va marxar de Cianzo des de l'alba del 28 fins a les 3 del matí de l'1 de març i es va detenir a 5 km a l'est de Humahuaca, sense ser detectat per l'enemic. A l'iniciar l'atac va confiar el comandament de la primera columna al capità Hilarión Rodríguez qui prendria per assalt la bateria de Santa Bàrbara.

## Església
A finals del segle xvi, Humahuaca era "pueblo numeroso". Des de 1540 existia l'encomana atorgada per Pizarro i possiblement des de 1593 una "parròquia" atesa per jesuïtes.
Consta que en 1595 s'havien construït l'església parroquial i la Capella de Santa Bàrbara, avui desapareguda. A fins del segle següent existia una església de dimensions semblants a les de l'actual i Juan de Sales havia estat contractat a l'octubre de 1680 per a l'obra del Retaule del Temple: "Es van adquirir fustes fins a en Lipes i els altres materials en diversos llocs. El daurat va haver de realitzar-lo Francisco de Vizcarra i l'or, es va portar de Potosí. Però aquest mestre no va realitzar el treball, sinó un indi el nom del qual no es consigna".
El 1723 es van encarar obres de reconstrucció total. El 1873, els tremolors van arruïnar en part l'església. El 1880 es van fer el frontis i les dues torres i, finalment, entre 1926 i 1938 es va fer una refacció gairebé total. L'exterior de l'església respon, en línies generals, al tipus comú de la zona però les obres de 1880 van deixar el seu segell en "el frontis i les dues torres".
El frontis i les quatre columnes que ho sostenen, evidencien al constructor que va interpretar de manera de manera ingènua la sintaxi dels ordres clàssics; el frontis queda truncat en els seus extrems, l'arquitrau inclou un estrany requadre, la basa i el capitell de les columnes són de la seva pròpia collita en dissenys i proporcions.
Les torres, més discretes, presenten solament alguns petits i originals detalls agregats, dels quals el més interessant és el de reforçar les cúpules amb vuit "nervis". Interiorment, el seu valor major consisteix en l'equipament litúrgic. En primer lloc, l'antic retaule realitzat després de 1680 del qual quedaven els dos carrers laterals i el tercer cos del carrer central, tot la qual cosa estava organitzat per un ordre de columnes salomòniques de fust molt estirat rematat per capitells en forma de panotxa. En les superfícies disponibles es desenvolupa una ornamentació de motius, vegetals i geomètrics.
El 1980, l'artista Santos Legname va restaurar els dos pisos baixos del carrer central. En la paret lateral nord existeix existeix un altar amb una Crucifixió que té la següent inscripció: "Cristo crucificado de Cosme Duarte año 1790". Tot l'altar, realitzat en maçoneria i fusta presenta els trets característics de l'estil rococó. El patrimoni més important de l'església és la sèrie de pintures dels "dotze profetes", personatges de l'Antic Testament, deguts a Marcos Sapaca, pintor de Cuzco que hi va realitzar importants pintures per a la Catedral el 1755.
La Pintura de "Josafat" a Humahuaca diu: "se pintaron estos 12 lienzos en el Cuzco el a. 1764. Marcos Sapaca". Els dotze són imponents figures manieristes retratades molt de prop, dibuixades amb precisió i definides amb vermells, blaus i marrons gairebé exclusivament. És Monument Històric Nacional des de 1941.

## Llocs d'interès
La imatge de San Francisco Solano és la primera imatge articulada d'un sant en tot el món i fou inaugurada el 2 de febrer de 1940.
Monument a la Independència: fou erigit per a honrar al lloc del país on més es va combatre en defensa de la nacionalitat naixent (14 batalles durant la Guerra de la Independència) i en el fet que tots aquells combats intervingueren els gaüxos d'esta regió sense l'ajuda d'altres parts que lluitaren per la causa de la Independència Nacional.
A l'Església de la Candelària s'hi venera la Verge de la Candelària, patrona de la ciutat i va ser declarada Monument Històric Nacional. S'hi exhibixen els dotze quadres dels profetes, pintats el 1764 per Marcos Zapaca.

## El carnestoltes de Humahuaca
El Carnestoltes de Humahuaca, que és un dels més famosos del país i atrau tant a visitants locals com estrangers, mostra una entusiasta participació popular. Dura huit dies i en la seua preparació intervenen mascares, disfresses, vestits colorits i ritus. Diversos són els factors que han contribuït a donar-li renom; ací s'han preservat els més purs i pintorescs costums del carnestoltes propi de la zona, amb reminiscències indígenes i espanyoles, donant-li el seu segell característic, diferent i misteriós.